# Колайн, Саймон
Саймон Уиллем Колайн (англ. Simon Willem Colyn; род. 23 марта 2002, Langley, Британская Колумбия) — канадский футболист, полузащитник.

## Клубная карьера
Колайн тренировался в командах «Лэнгли Юнайтед» и «Сарри Юнайтед», прежде чем присоединиться к академии клуба MLS «Ванкувер Уайткэпс» в 2016 году. 19 апреля 2018 года «Ванкувер Уайткэпс» подписал с Колайном многолетний контракт по правилу доморощенного игрока с опциями продления до конца сезона 2022. За «Уайткэпс» он дебютировал 28 октября в матче заключительного тура сезона 2018 против «Портленд Тимберс», выйдя на замену вместо Алфонсо Дейвиса на 86-й минуте. 7 октября 2020 года Колайн был арендован клубом итальянской Серии B СПАЛ для своей молодёжной команды до июня 2021 года с опциями продления на один год и выкупа. 27 августа 2021 года Саймон на правах аренды перешёл в нидерландский «Йонг ПСВ», резервную команду эйдховенского ПСВ, до 30 июня 2022 года с опцией выкупа. 13 сентября в матче против «Йонг Утрехта» он дебютировал в Эрстедивизи. 20 июля 2022 года ПСВ выкупил трансфер Колайна, подписав с ним контракт до 2024 года.
16 августа 2023 года Колайн перешёл в «Де Графсхап», подписав контракт на два года.

## Международная карьера
В 2019 году в составе юношеской сборной Канады Колайн принял участие в юношеском чемпионате КОНКАКАФ в США. На турнире он сыграл в матчах против команд Гватемалы, Барбадоса, Кюрасао, Коста-Рики и США. В поединке против Кюрасао Саймон забил гол.